# Mula bandha
Mula bandha (en sánscrito: मूल बंध, AITS: Mūla Bandha), llave raíz o llave del perineo es una técnica en el yoga tradicional en donde se realiza un cierre energético en el chakra muladhara. También es utilizado en el hatha yoga como parte integral de las asanas.
En el Hatha-yoga-pradípika, es una de las diez prácticas «que aniquilan la edad avanzada y la muerte». En la práctica de pranayamas, se recomienda utilizar Mula bandha tanto en antara kumbhaka (retención interna en la respiración) como en bahir kumbhaka (retención externa en la respiración).
El Mula bandha practicado en forma simultánea junto al Shambhavi mudra y al Kechari mudra conforman el Mahamudra.

## Etimología
La palabra en sánscrito Mula bandha puede traducirse como 'la llave maestra' o 'llave raíz':
- Mula (en sánscrito: मूल, AITS: Mūla), que significa 'raíz'[9]
- Bandha (en sánscrito: बंध, AITS: Bandha), que significa 'enlace, vínculo, conector'[10] o 'cierre'[2][nota 2]

## Técnica

### En el yoga moderno
En el yoga moderno, o yoga como ejercicio, el Mula bandha se interpreta como la contracción física del suelo pélvico, contrayendo el músculo pubocoxígeo sin contraer el músculo esfínter externo del ano. El ideal en la práctica de las asanas es la utilización del Mula bandha en cada una de las posturas. En este sentido, es una práctica similar a los ejercicios de Kegel.

## Otros bandhas

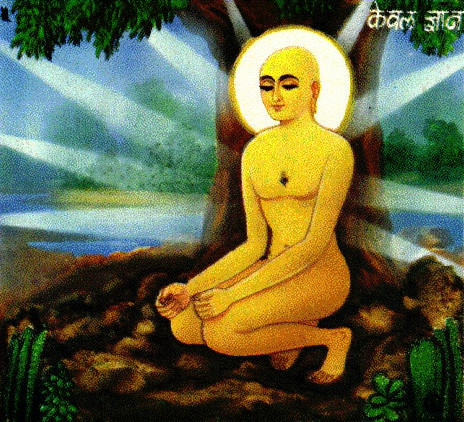
Mahavira, fundador del jainismo, logra Kevala jñana (omniscencia) a partir de la postura de Mulabandhasana.

De acuerdo a Satyananda Saraswati, el Mula bandha es uno de los tres bandhas necesarios para la circulación de la energía kundalini. Los otros dos bandhas son:
- Uddiyana bandha, cierre energético del chakra manipura[15]
- Jalandhara bandha, cierre energético del chakra vishuddha[16]

Cuando los tres bandhas anteriores se cierran, se logra el Maha bandha o 'gran cierre'. En el Hatha-yoga-pradípika o el Gheranda-samjita se categoriza al Maha bandha como un mudra o sello energético.

## Otros nombres
- Moola bandha, cierre de raíz, cierre del suelo pélvico[18]